# Colorado Classic 2018
La 2.ª edición de la Colorado Classic se celebró entre el 16 y el 19 de agosto de 2018 con inicio en la ciudad de Vail y final en la ciudad de Denver en el estado de Colorado en los Estados Unidos. El recorrido constó de un total de 4 etapas sobre una distancia total de 395,8 km.
La carrera hizo parte del circuito UCI America Tour 2018, dentro de la categoría 2.HC, y fue ganada por el estadounidense Gavin Mannion del UnitedHealthcare. Completaron el podio, como segundo y tercer clasificado respectivamente, el rumano Serghei Tvetcov del UnitedHealthcare y el británico Hugh Carthy del EF Education First-Drapac.

## Equipos participantes
Tomaron parte en la carrera 15 equipos, de los cuales 4 fueron de categoría UCI WorldTeam, 5 de categoría Profesional Continental, 5 de categoría Continental y la selección nacional de Ruanda, quienes conformaron un pelotón de 90 ciclistas de los que terminaron 71. Los equipos participantes fueron:
| WorldTeams (4)- EF Education First-Drapac p/b Cannondale - Lotto NL-Jumbo - Mitchelton-Scott - Trek-Segafredo Equipos continentales profesionales (5)- Hagens Berman Axeon - Holowesko-Citadel - Israel Cycling Academy - Rally Cycling - UnitedHealthcare Equipos continentales (5)- 303Project - Aevolo - Elevate-KHS Pro Cycling - Jelly Belly p/b Maxxis - Silber Pro Cycling Equipo nacional- Ruanda |
| |

## Recorrido
| Etapa     | Fecha     | Recorrido       | type             | Distancia (km) | Ganador          | Líder         |
| --------- | --------- | --------------- | ---------------- | -------------- | ---------------- | ------------- |
| 1.ª etapa | 16 de ago | Vail – Vail     | etapa escarpada  | 103,2          | Gage Hecht       | Gage Hecht    |
| 2.ª etapa | 17 de ago | Vail – Vail     | cronoescalada    | 15,9           | Gavin Mannion    | Gavin Mannion |
| 3.ª etapa | 18 de ago | Denver – Denver | etapa de montaña | 161,9          | Pascal Eenkhoorn | Gavin Mannion |
| 4.ª etapa | 19 de ago | Denver – Denver | etapa llana      | 114,8          | Travis McCabe    | Gavin Mannion |

## Desarrollo de la carrera

### 1.ª etapa
| Vail - Vail | etapa escarpada | (103,2 km) |

| \| Clasificación de la etapa \| Clasificación de la etapa \| Clasificación de la etapa \| Clasificación de la etapa \| Clasificación de la etapa \| \| Ciclista \| Ciclista \| Equipo \| Tiempo \| \| \| ------------------------- \| ------------------------- \| ------------------------- \| ------------------------- \| ------------------------- \| \| 1.º \| Gage Hecht \| Aevolo \| 2 h 32 min 56 s \| \| \| 2.º \| Travis McCabe \| UnitedHealthcare \| + 6 s \| \| \| 3.º \| Joseph Lewis \| Holowesko Citadel \| + 6 s \| \| \| 4.º \| Serghei Țvetcov \| UnitedHealthcare \| + 6 s \| \| \| 5.º \| Christopher Blevins \| Hagens Berman Axeon \| + 6 s \| \| \| 6.º \| Tyler Magner \| Rally Cycling \| + 6 s \| \| \| 7.º \| Michael Hernandez \| Aevolo \| + 6 s \| \| \| 8.º \| Edwin Ávila \| Israel Cycling Academy \| + 6 s \| \| \| 9.º \| Toms Skujiņš \| Trek-Segafredo \| + 6 s \| \| \| 10.º \| Taylor Phinney \| EF Education First-Drapac \| + 6 s \| \| |                     |                           |                 |
| |                     |                           |                 |
| Fuente: ProCyclingStats |                     |                           |                 |
| Clasificación de la etapa |                     |                           |                 |
| Ciclista | Ciclista            | Equipo                    | Tiempo          |
| 1.º | Gage Hecht          | Aevolo                    | 2 h 32 min 56 s |
| 2.º | Travis McCabe       | UnitedHealthcare          | + 6 s           |
| 3.º | Joseph Lewis        | Holowesko Citadel         | + 6 s           |
| 4.º | Serghei Țvetcov     | UnitedHealthcare          | + 6 s           |
| 5.º | Christopher Blevins | Hagens Berman Axeon       | + 6 s           |
| 6.º | Tyler Magner        | Rally Cycling             | + 6 s           |
| 7.º | Michael Hernandez   | Aevolo                    | + 6 s           |
| 8.º | Edwin Ávila         | Israel Cycling Academy    | + 6 s           |
| 9.º | Toms Skujiņš        | Trek-Segafredo            | + 6 s           |
| 10.º | Taylor Phinney      | EF Education First-Drapac | + 6 s           |

| \| Clasificación general \| Clasificación general \| Clasificación general \| Clasificación general \| Clasificación general \| \| Ciclista \| Ciclista \| Equipo \| Tiempo \| \| \| --------------------- \| --------------------- \| --------------------- \| --------------------- \| --------------------- \| \| 1.º \| Gage Hecht \| Aevolo \| 2 h 32 min 44 s \| \| \| 2.º \| Travis McCabe \| UnitedHealthcare \| + 12 s \| \| \| 3.º \| Joseph Lewis \| Holowesko Citadel \| + 14 s \| \| \| 4.º \| Alexander Cataford \| UnitedHealthcare \| + 14 s \| \| \| 5.º \| Pascal Eenkhoorn \| LottoNL-Jumbo \| + 15 s \| \| \| 6.º \| Niklas Eg \| Trek-Segafredo \| + 15 s \| \| \| 7.º \| Serghei Țvetcov \| UnitedHealthcare \| + 18 s \| \| \| 8.º \| Christopher Blevins \| Hagens Berman Axeon \| + 18 s \| \| \| 9.º \| Tyler Magner \| Rally Cycling \| + 18 s \| \| \| 10.º \| Michael Hernandez \| Aevolo \| + 18 s \| \| |                     |                     |                 |
| |                     |                     |                 |
| Fuente: ProCyclingStats |                     |                     |                 |
| Clasificación general |                     |                     |                 |
| Ciclista | Ciclista            | Equipo              | Tiempo          |
| 1.º | Gage Hecht          | Aevolo              | 2 h 32 min 44 s |
| 2.º | Travis McCabe       | UnitedHealthcare    | + 12 s          |
| 3.º | Joseph Lewis        | Holowesko Citadel   | + 14 s          |
| 4.º | Alexander Cataford  | UnitedHealthcare    | + 14 s          |
| 5.º | Pascal Eenkhoorn    | LottoNL-Jumbo       | + 15 s          |
| 6.º | Niklas Eg           | Trek-Segafredo      | + 15 s          |
| 7.º | Serghei Țvetcov     | UnitedHealthcare    | + 18 s          |
| 8.º | Christopher Blevins | Hagens Berman Axeon | + 18 s          |
| 9.º | Tyler Magner        | Rally Cycling       | + 18 s          |
| 10.º | Michael Hernandez   | Aevolo              | + 18 s          |

### 2.ª etapa
| Vail - Vail | cronoescalada | (15,9 km) |

| \| Clasificación de la etapa \| Clasificación de la etapa \| Clasificación de la etapa \| Clasificación de la etapa \| Clasificación de la etapa \| \| Ciclista \| Ciclista \| Equipo \| Tiempo \| \| \| ------------------------- \| ------------------------- \| ------------------------- \| ------------------------- \| ------------------------- \| \| 1.º \| Gavin Mannion \| UnitedHealthcare \| 25 min 41 s \| \| \| 2.º \| Serghei Țvetcov \| UnitedHealthcare \| + 11 s \| \| \| 3.º \| Hugh Carthy \| EF Education First-Drapac \| + 21 s \| \| \| 4.º \| Joe Dombrowski \| EF Education First-Drapac \| + 25 s \| \| \| 5.º \| Damien Howson \| Mitchelton-Scott \| + 27 s \| \| \| 6.º \| Daniel Felipe Martínez \| EF Education First-Drapac \| + 29 s \| \| \| 7.º \| James Piccoli \| Elevate-KHS Pro Cycling \| + 42 s \| \| \| 8.º \| Rob Britton \| Rally Cycling \| + 48 s \| \| \| 9.º \| Toms Skujiņš \| Trek-Segafredo \| + 51 s \| \| \| 10.º \| Alexander Cataford \| UnitedHealthcare \| + 53 s \| \| |                        |                           |             |
| |                        |                           |             |
| Fuente: ProCyclingStats |                        |                           |             |
| Clasificación de la etapa |                        |                           |             |
| Ciclista | Ciclista               | Equipo                    | Tiempo      |
| 1.º | Gavin Mannion          | UnitedHealthcare          | 25 min 41 s |
| 2.º | Serghei Țvetcov        | UnitedHealthcare          | + 11 s      |
| 3.º | Hugh Carthy            | EF Education First-Drapac | + 21 s      |
| 4.º | Joe Dombrowski         | EF Education First-Drapac | + 25 s      |
| 5.º | Damien Howson          | Mitchelton-Scott          | + 27 s      |
| 6.º | Daniel Felipe Martínez | EF Education First-Drapac | + 29 s      |
| 7.º | James Piccoli          | Elevate-KHS Pro Cycling   | + 42 s      |
| 8.º | Rob Britton            | Rally Cycling             | + 48 s      |
| 9.º | Toms Skujiņš           | Trek-Segafredo            | + 51 s      |
| 10.º | Alexander Cataford     | UnitedHealthcare          | + 53 s      |

| \| Clasificación general \| Clasificación general \| Clasificación general \| Clasificación general \| Clasificación general \| \| Ciclista \| Ciclista \| Equipo \| Tiempo \| \| \| --------------------- \| ---------------------- \| ------------------------- \| --------------------- \| --------------------- \| \| 1.º \| Gavin Mannion \| UnitedHealthcare \| 2 h 58 min 43 s \| \| \| 2.º \| Serghei Țvetcov \| UnitedHealthcare \| + 11 s \| \| \| 3.º \| Hugh Carthy \| EF Education First-Drapac \| + 21 s \| \| \| 4.º \| Joe Dombrowski \| EF Education First-Drapac \| + 25 s \| \| \| 5.º \| Damien Howson \| Mitchelton-Scott \| + 27 s \| \| \| 6.º \| Daniel Felipe Martínez \| EF Education First-Drapac \| + 29 s \| \| \| 7.º \| James Piccoli \| Elevate-KHS Pro Cycling \| + 42 s \| \| \| 8.º \| Rob Britton \| Rally Cycling \| + 48 s \| \| \| 9.º \| Alexander Cataford \| UnitedHealthcare \| + 49 s \| \| \| 10.º \| Toms Skujiņš \| Trek-Segafredo \| + 51 s \| \| |                        |                           |                 |
| |                        |                           |                 |
| Fuente: ProCyclingStats |                        |                           |                 |
| Clasificación general |                        |                           |                 |
| Ciclista | Ciclista               | Equipo                    | Tiempo          |
| 1.º | Gavin Mannion          | UnitedHealthcare          | 2 h 58 min 43 s |
| 2.º | Serghei Țvetcov        | UnitedHealthcare          | + 11 s          |
| 3.º | Hugh Carthy            | EF Education First-Drapac | + 21 s          |
| 4.º | Joe Dombrowski         | EF Education First-Drapac | + 25 s          |
| 5.º | Damien Howson          | Mitchelton-Scott          | + 27 s          |
| 6.º | Daniel Felipe Martínez | EF Education First-Drapac | + 29 s          |
| 7.º | James Piccoli          | Elevate-KHS Pro Cycling   | + 42 s          |
| 8.º | Rob Britton            | Rally Cycling             | + 48 s          |
| 9.º | Alexander Cataford     | UnitedHealthcare          | + 49 s          |
| 10.º | Toms Skujiņš           | Trek-Segafredo            | + 51 s          |

### 3.ª etapa
| Denver - Denver | etapa de montaña | (161,9 km) |

| \| Clasificación de la etapa \| Clasificación de la etapa \| Clasificación de la etapa \| Clasificación de la etapa \| Clasificación de la etapa \| \| Ciclista \| Ciclista \| Equipo \| Tiempo \| \| \| ------------------------- \| ------------------------- \| ------------------------- \| ------------------------- \| ------------------------- \| \| 1.º \| Pascal Eenkhoorn \| LottoNL-Jumbo \| 3 h 42 min 54 s \| \| \| 2.º \| Edwin Ávila \| Israel Cycling Academy \| + 0 s \| \| \| 3.º \| Gavin Mannion \| UnitedHealthcare \| + 0 s \| \| \| 4.º \| Joseph Lewis \| Holowesko Citadel \| + 0 s \| \| \| 5.º \| Pier-André Côté \| Silber Pro Cycling \| + 0 s \| \| \| 6.º \| Lucas Hamilton \| Mitchelton-Scott \| + 0 s \| \| \| 7.º \| Ryan Roth \| Silber Pro Cycling \| + 0 s \| \| \| 8.º \| Eder Frayre \| Elevate-KHS Pro Cycling \| + 0 s \| \| \| 9.º \| Sean Bennett \| Hagens Berman Axeon \| + 0 s \| \| \| 10.º \| Maarten Wynants \| LottoNL-Jumbo \| + 0 s \| \| |                  |                         |                 |
| |                  |                         |                 |
| Fuente: ProCyclingStats |                  |                         |                 |
| Clasificación de la etapa |                  |                         |                 |
| Ciclista | Ciclista         | Equipo                  | Tiempo          |
| 1.º | Pascal Eenkhoorn | LottoNL-Jumbo           | 3 h 42 min 54 s |
| 2.º | Edwin Ávila      | Israel Cycling Academy  | + 0 s           |
| 3.º | Gavin Mannion    | UnitedHealthcare        | + 0 s           |
| 4.º | Joseph Lewis     | Holowesko Citadel       | + 0 s           |
| 5.º | Pier-André Côté  | Silber Pro Cycling      | + 0 s           |
| 6.º | Lucas Hamilton   | Mitchelton-Scott        | + 0 s           |
| 7.º | Ryan Roth        | Silber Pro Cycling      | + 0 s           |
| 8.º | Eder Frayre      | Elevate-KHS Pro Cycling | + 0 s           |
| 9.º | Sean Bennett     | Hagens Berman Axeon     | + 0 s           |
| 10.º | Maarten Wynants  | LottoNL-Jumbo           | + 0 s           |

| \| Clasificación general \| Clasificación general \| Clasificación general \| Clasificación general \| Clasificación general \| \| Ciclista \| Ciclista \| Equipo \| Tiempo \| \| \| --------------------- \| ---------------------- \| ------------------------- \| --------------------- \| --------------------- \| \| 1.º \| Gavin Mannion \| UnitedHealthcare \| 6 h 41 min 33 s \| \| \| 2.º \| Serghei Țvetcov \| UnitedHealthcare \| + 15 s \| \| \| 3.º \| Hugh Carthy \| EF Education First-Drapac \| + 22 s \| \| \| 4.º \| Joe Dombrowski \| EF Education First-Drapac \| + 29 s \| \| \| 5.º \| Damien Howson \| Mitchelton-Scott \| + 30 s \| \| \| 6.º \| Daniel Felipe Martínez \| EF Education First-Drapac \| + 33 s \| \| \| 7.º \| James Piccoli \| Elevate-KHS Pro Cycling \| + 46 s \| \| \| 8.º \| Toms Skujiņš \| Trek-Segafredo \| + 52 s \| \| \| 9.º \| Rob Britton \| Rally Cycling \| + 52 s \| \| \| 10.º \| Alexander Cataford \| UnitedHealthcare \| + 53 s \| \| |                        |                           |                 |
| |                        |                           |                 |
| Fuente: ProCyclingStats |                        |                           |                 |
| Clasificación general |                        |                           |                 |
| Ciclista | Ciclista               | Equipo                    | Tiempo          |
| 1.º | Gavin Mannion          | UnitedHealthcare          | 6 h 41 min 33 s |
| 2.º | Serghei Țvetcov        | UnitedHealthcare          | + 15 s          |
| 3.º | Hugh Carthy            | EF Education First-Drapac | + 22 s          |
| 4.º | Joe Dombrowski         | EF Education First-Drapac | + 29 s          |
| 5.º | Damien Howson          | Mitchelton-Scott          | + 30 s          |
| 6.º | Daniel Felipe Martínez | EF Education First-Drapac | + 33 s          |
| 7.º | James Piccoli          | Elevate-KHS Pro Cycling   | + 46 s          |
| 8.º | Toms Skujiņš           | Trek-Segafredo            | + 52 s          |
| 9.º | Rob Britton            | Rally Cycling             | + 52 s          |
| 10.º | Alexander Cataford     | UnitedHealthcare          | + 53 s          |

### 4.ª etapa
| Denver - Denver | etapa llana | (114,8 km) |

| \| Clasificación de la etapa \| Clasificación de la etapa \| Clasificación de la etapa \| Clasificación de la etapa \| Clasificación de la etapa \| \| Ciclista \| Ciclista \| Equipo \| Tiempo \| \| \| ------------------------- \| ------------------------- \| ------------------------- \| ------------------------- \| ------------------------- \| \| 1.º \| Travis McCabe \| UnitedHealthcare \| 2 h 24 min 04 s \| \| \| 2.º \| Tyler Magner \| Rally Cycling \| + 0 s \| \| \| 3.º \| Joseph Lewis \| Holowesko Citadel \| + 0 s \| \| \| 4.º \| Edwin Ávila \| Israel Cycling Academy \| + 0 s \| \| \| 5.º \| Sam Bassetti \| Elevate-KHS Pro Cycling \| + 0 s \| \| \| 6.º \| Ulises Castillo \| Jelly Belly-Maxxis \| + 0 s \| \| \| 7.º \| Sean Bennett \| Hagens Berman Axeon \| + 0 s \| \| \| 8.º \| Pascal Eenkhoorn \| LottoNL-Jumbo \| + 0 s \| \| \| 9.º \| Toms Skujiņš \| Trek-Segafredo \| + 0 s \| \| \| 10.º \| Michael Hernandez \| Aevolo \| + 0 s \| \| |                   |                         |                 |
| |                   |                         |                 |
| Fuente: ProCyclingStats |                   |                         |                 |
| Clasificación de la etapa |                   |                         |                 |
| Ciclista | Ciclista          | Equipo                  | Tiempo          |
| 1.º | Travis McCabe     | UnitedHealthcare        | 2 h 24 min 04 s |
| 2.º | Tyler Magner      | Rally Cycling           | + 0 s           |
| 3.º | Joseph Lewis      | Holowesko Citadel       | + 0 s           |
| 4.º | Edwin Ávila       | Israel Cycling Academy  | + 0 s           |
| 5.º | Sam Bassetti      | Elevate-KHS Pro Cycling | + 0 s           |
| 6.º | Ulises Castillo   | Jelly Belly-Maxxis      | + 0 s           |
| 7.º | Sean Bennett      | Hagens Berman Axeon     | + 0 s           |
| 8.º | Pascal Eenkhoorn  | LottoNL-Jumbo           | + 0 s           |
| 9.º | Toms Skujiņš      | Trek-Segafredo          | + 0 s           |
| 10.º | Michael Hernandez | Aevolo                  | + 0 s           |

## Clasificaciones finales
Las clasificaciones finalizaron de la siguiente forma:

### Clasificación general
| \| Clasificación general \| Clasificación general \| Clasificación general \| Clasificación general \| Clasificación general \| \| Ciclista \| Ciclista \| Equipo \| Tiempo \| \| \| --------------------- \| ---------------------- \| ------------------------- \| --------------------- \| --------------------- \| \| 1.º \| Gavin Mannion \| UnitedHealthcare \| 9 h 05 min 37 s \| \| \| 2.º \| Serghei Țvetcov \| UnitedHealthcare \| + 15 s \| \| \| 3.º \| Hugh Carthy \| EF Education First-Drapac \| + 22 s \| \| \| 4.º \| Damien Howson \| Mitchelton-Scott \| + 27 s \| \| \| 5.º \| Joe Dombrowski \| EF Education First-Drapac \| + 29 s \| \| \| 6.º \| Daniel Felipe Martínez \| EF Education First-Drapac \| + 33 s \| \| \| 7.º \| James Piccoli \| Elevate-KHS Pro Cycling \| + 42 s \| \| \| 8.º \| Toms Skujiņš \| Trek-Segafredo \| + 52 s \| \| \| 9.º \| Rob Britton \| Rally Cycling \| + 52 s \| \| \| 10.º \| Alexander Cataford \| UnitedHealthcare \| + 53 s \| \| |                        |                           |                 |
| |                        |                           |                 |
| Fuente: ProCyclingStats |                        |                           |                 |
| Clasificación general |                        |                           |                 |
| Ciclista | Ciclista               | Equipo                    | Tiempo          |
| 1.º | Gavin Mannion          | UnitedHealthcare          | 9 h 05 min 37 s |
| 2.º | Serghei Țvetcov        | UnitedHealthcare          | + 15 s          |
| 3.º | Hugh Carthy            | EF Education First-Drapac | + 22 s          |
| 4.º | Damien Howson          | Mitchelton-Scott          | + 27 s          |
| 5.º | Joe Dombrowski         | EF Education First-Drapac | + 29 s          |
| 6.º | Daniel Felipe Martínez | EF Education First-Drapac | + 33 s          |
| 7.º | James Piccoli          | Elevate-KHS Pro Cycling   | + 42 s          |
| 8.º | Toms Skujiņš           | Trek-Segafredo            | + 52 s          |
| 9.º | Rob Britton            | Rally Cycling             | + 52 s          |
| 10.º | Alexander Cataford     | UnitedHealthcare          | + 53 s          |

### Clasificación por puntos
| Clasificación por puntos | Clasificación por puntos | Clasificación por puntos | Clasificación por puntos | Clasificación por puntos |
| Ciclista                 | Ciclista                 | Equipo                   | Puntos                   |                          |
| ------------------------ | ------------------------ | ------------------------ | ------------------------ | ------------------------ |
| 1.º                      | Joseph Lewis             | Holowesko Citadel        | 34 pts                   |                          |
| 2.º                      | Travis McCabe            | UnitedHealthcare         | 27 pts                   |                          |
| 3.º                      | Gage Hecht               | Aevolo                   | 24 pts                   |                          |
| 4.º                      | Pascal Eenkhoorn         | LottoNL-Jumbo            | 22 pts                   |                          |
| 5.º                      | Edwin Ávila              | Israel Cycling Academy   | 22 pts                   |                          |
| 6.º                      | Tyler Magner             | Rally Cycling            | 17 pts                   |                          |
| 7.º                      | Gavin Mannion            | UnitedHealthcare         | 10 pts                   |                          |
| 8.º                      | Toms Skujiņš             | Trek-Segafredo           | 8 pts                    |                          |
| 9.º                      | Serghei Țvetcov          | UnitedHealthcare         | 7 pts                    |                          |
| 10.º                     | Damien Howson            | Mitchelton-Scott         | 6 pts                    |                          |

### Clasificación de la montaña
| Clasificación de la montaña | Clasificación de la montaña | Clasificación de la montaña | Clasificación de la montaña | Clasificación de la montaña |
| Ciclista                    | Ciclista                    | Equipo                      | Puntos                      |                             |
| --------------------------- | --------------------------- | --------------------------- | --------------------------- | --------------------------- |
| 1.º                         | Hugh Carthy                 | EF Education First-Drapac   | 16 pts                      |                             |
| 2.º                         | Joe Dombrowski              | EF Education First-Drapac   | 16 pts                      |                             |
| 3.º                         | Daniel Felipe Martínez      | EF Education First-Drapac   | 15 pts                      |                             |
| 4.º                         | Damien Howson               | Mitchelton-Scott            | 15 pts                      |                             |
| 5.º                         | Keegan Swirbul              | Jelly Belly-Maxxis          | 10 pts                      |                             |
| 6.º                         | Gage Hecht                  | Aevolo                      | 8 pts                       |                             |
| 7.º                         | Pascal Eenkhoorn            | LottoNL-Jumbo               | 7 pts                       |                             |
| 8.º                         | Alexander Cataford          | UnitedHealthcare            | 7 pts                       |                             |
| 9.º                         | Toms Skujiņš                | Trek-Segafredo              | 5 pts                       |                             |
| 10.º                        | Brayan Sánchez              | Holowesko Citadel           | 5 pts                       |                             |

### Clasificación de los jóvenes
| Clasificación del mejor joven | Clasificación del mejor joven | Clasificación del mejor joven | Clasificación del mejor joven | Clasificación del mejor joven |
| Ciclista                      | Ciclista                      | Equipo                        | Tiempo                        |                               |
| ----------------------------- | ----------------------------- | ----------------------------- | ----------------------------- | ----------------------------- |
| 1.º                           | Daniel Felipe Martínez        | EF Education First-Drapac     | 9 h 06 min 10 s               |                               |
| 2.º                           | Jack Burke                    | Jelly Belly-Maxxis            | + 30 s                        |                               |
| 3.º                           | Luis Villalobos               | Aevolo                        | + 37 s                        |                               |
| 4.º                           | Gage Hecht                    | Aevolo                        | + 39 s                        |                               |
| 5.º                           | Niklas Eg                     | Trek-Segafredo                | + 41 s                        |                               |
| 6.º                           | Robert Power                  | Mitchelton-Scott              | + 50 s                        |                               |
| 7.º                           | Neilson Powless               | LottoNL-Jumbo                 | + 55 s                        |                               |
| 8.º                           | Matteo Jorgenson              | Jelly Belly-Maxxis            | + 1 min 05 s                  |                               |
| 9.º                           | Sean Bennett                  | Hagens Berman Axeon           | + 1 min 29 s                  |                               |
| 10.º                          | Jan Maas                      | LottoNL-Jumbo                 | + 1 min 49 s                  |                               |

### Clasificación por equipos
| Clasificación por equipos | Clasificación por equipos                | Clasificación por equipos | Clasificación por equipos |
| Equipo                    | Equipo                                   | Tiempo                    |                           |
| ------------------------- | ---------------------------------------- | ------------------------- | ------------------------- |
| 1.º                       | UnitedHealthcare                         | 27 h 18 min 07 s          |                           |
| 2.º                       | EF Education First-Drapac p/b Cannondale | + 11 s                    |                           |
| 3.º                       | Jelly Belly p/b Maxxis                   | + 2 min 36 s              |                           |
| 4.º                       | Trek-Segafredo                           | + 3 min 17 s              |                           |
| 5.º                       | Lotto NL-Jumbo                           | + 3 min 29 s              |                           |
| 6.º                       | Rally Cycling                            | + 3 min 29 s              |                           |
| 7.º                       | Holowesko-Citadel                        | + 3 min 44 s              |                           |
| 8.º                       | Aevolo                                   | + 4 min 01 s              |                           |
| 9.º                       | Mitchelton-Scott                         | + 4 min 03 s              |                           |
| 10.º                      | Hagens Berman Axeon                      | + 8 min 35 s              |                           |

## Evolución de las clasificaciones
| Etapa                   | Vencedor                | Clasificación general | Clasificación por puntos | Clasificación de la montaña | Clasificación de los jóvenes | Premio de la combatividad | Clasificación por equipos |
| ----------------------- | ----------------------- | --------------------- | ------------------------ | --------------------------- | ---------------------------- | ------------------------- | ------------------------- |
| 1.ª                     | Gage Hecht              | Gage Hecht            | Gage Hecht               | Gage Hecht                  | Gage Hecht                   | Niklas Eg                 | Aevolo                    |
| 2.ª                     | Gavin Mannion           | Gavin Mannion         | Gage Hecht               | Gage Hecht                  | Daniel Felipe Martínez       | Serghei Tvetcov           | UnitedHealthcare          |
| 3.ª                     | Pascal Eenkhoorn        | Gavin Mannion         | Joseph Lewis             | Hugh Carthy                 | Daniel Felipe Martínez       | Joe Dombrowski            | UnitedHealthcare          |
| 4.ª                     | Travis McCabe           | Gavin Mannion         | Joseph Lewis             | Hugh Carthy                 | Daniel Felipe Martínez       | Taylor Phinney            | UnitedHealthcare          |
| Clasificaciones finales | Clasificaciones finales | Gavin Mannion         | Joseph Lewis             | Hugh Carthy                 | Daniel Felipe Martínez       | no otorgado               | UnitedHealthcare          |

## UCI World Ranking
La Colorado Classic otorga puntos para el UCI America Tour 2018 y el UCI World Ranking, este último para corredores de los equipos en las categorías UCI WorldTeam, Profesional Continental y Equipos Continentales. Las siguientes tablas muestran el baremo de puntuación y los 10 corredores que obtuvieron más puntos:
| Posición              | 1.º | 2.º | 3.º | 4.º | 5.º | 6.º | 7.º | 8.º | 9.º | 10.º | 11.º | 12.º | 13.º | 14.º | 15.º | 16.º-30.º | 31.º-40.º |
| Clasificación general | 200 | 150 | 125 | 100 | 85  | 70  | 60  | 50  | 40  | 35   | 30   | 25   | 20   | 15   | 10   | 5         | 3         |
| Por etapa             | 20  | 10  | 5   |     |     |     |     |     |     |      |      |      |      |      |      |           |           |
| Líder                 | 5   |     |     |     |     |     |     |     |     |      |      |      |      |      |      |           |           |

| Clasificación | Clasificación          | Clasificación             | Clasificación | Clasificación | Clasificación | Clasificación |
| Posición      | Ciclista               | Equipo                    | General       | Etapa         | Líder         | Total         |
| ------------- | ---------------------- | ------------------------- | ------------- | ------------- | ------------- | ------------- |
| 1.º           | Gavin Mannion          | UnitedHealthcare          | 200           | 25            | 10            | 235           |
| 2.º           | Serghei Tvetcov        | UnitedHealthcare          | 150           | 10            | -             | 160           |
| 3.º           | Hugh Carthy            | EF Education First-Drapac | 125           | 5             | -             | 130           |
| 4.º           | Damien Howson          | Mitchelton-Scott          | 100           | -             | -             | 100           |
| 5.º           | Joe Dombrowski         | EF Education First-Drapac | 85            | -             | -             | 80            |
| 6.º           | Daniel Felipe Martínez | EF Education First-Drapac | 70            | -             | -             | 70            |
| 7.º           | James Piccoli          | Elevate-KHS               | 60            | -             | -             | 60            |
| 8.º           | Toms Skujiņš           | Trek-Segafredo            | 50            | -             | -             | 50            |
| 9.º           | Rob Britton            | Rally                     | 40            | -             | -             | 40            |
| 10.º          | Gage Hecht             | Aevolo                    | 15            | 20            | 5             | 40            |